# تيم كلارك (لاعب غولف)
تيم كلارك (بالإنجليزية: Tim Clark)‏ هو لاعب غولف جنوب أفريقي، ولد في 17 ديسمبر 1975 في ديربان في جنوب أفريقيا.

## وصلات خارجية
- الموقع الرسمي
- تيم كلارك على موقع رابطة لاعبي الغولف المحترفين (الإنجليزية)
- تيم كلارك على موقع رابطة أوروبا للاعبي الغولف المحترفين (الإنجليزية)
- تيم كلارك على موقع التصنيف العالمي الرسمي للغولف (الإنجليزية)